# Бабенко, Лев Фёдорович
Лев Фёдорович Бабе́нко (1880 — ?)  —  рабочий, депутат Государственной думы I созыва от Екатеринославской губернии.

## Биография

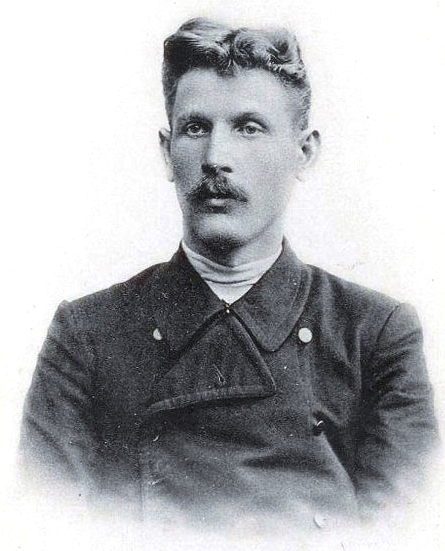
Л. Ф. Бабенко, 1906 год

Родился в крестьянской семье в 1880 году (один из самых молодых депутатов государственной Думы 1-го созыва) в селе Михайловка Александровского уезда Екатеринославской губернии. Выпускник Гнединского ремесленного училища. Был рабочим на котельном заводе, вслед за этим прошел службу матросом на Черноморском флоте. В 1905 участвовал в восстании на флоте. Позднее работал на заводе земледельческих орудий.
26 марта 1906 избран в Государственную думу I созыва от съезда уполномоченных от волостей. Вошёл в Трудовую группу, Призывал к национализации земли и немедленному введению 8-часового рабочего дня.
В июле 1917 вошел в Трудовую народно-социалистическую партию.
Дальнейшая судьба и дата смерти неизвестны.